# Gerry Hofstetter

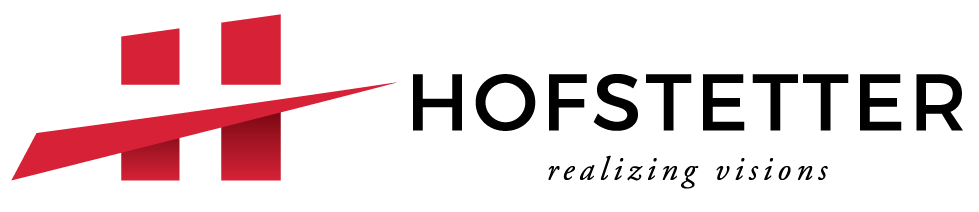
Gerry Hofstetter Logo

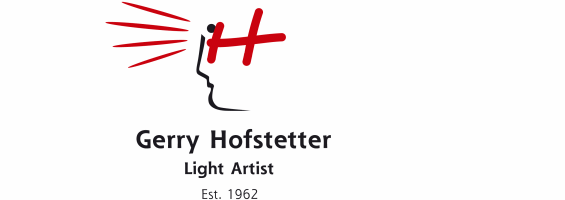
Gerry Hofstetter Light Artist Logo

Gerhard Daniel «Gerry» Hofstetter (* 8. März 1962) ist ein Schweizer Lichtkünstler. Er lebt und arbeitet in der Schweiz. Sein Wirkungsfeld ist weltweit.

## Leben
Hofstetter arbeitete ab 1982 bei einer Privatbank, wo er bis zum Chef Investment Banking aufstieg. Er besuchte auch internationale Kunden. Seit 1999 arbeitet Hofstetter als Lichtkünstler in der Schweiz, seit 2003 auch weltweit. Seit 2009 ist er auch als Filmproduzent mit eigenem Unternehmen tätig. Für Filmproduktionen besitzt er seit 2016 ein Unternehmen in Hollywood.
Gerry Hofstetter ist ausgebildeter Helikopterpilot. In der Schweizer Armee war er Hauptmann, Scharfschütze und Sprengspezialist bei den Gebirgsgrenadieren.
Er ist verheiratet, hat zwei Töchter und wohnt in Zumikon.

## Werke (Auswahl)
- 2022 – Tiger on Eiger – Ein Bild eines liegenden Tigers wird auf die Felswand des Bergs Eiger projiziert[5]
- 2020 – Projektionen als Zeichen der Solidarität und Hoffnung während der Covid-19-Pandemie am Matterhorn, Zermatt[6]
- 2017 – 500 Jahre Reformation Zwingli – Schweiz
- 2015 – Grand Prix d’Horlogerie – Genf 2005–2015
- 2003 – Events für verschiedene Schweizer Botschaften – seit 2003
- 2014 – 50 Jahre ESA European Space Agency – Kourou
- 2013 – 150 Jahre Schweizer Alpen-Club – Schweiz
- 2017 – UNO – UNHCR World Refugee Day – Schweiz 2007–2012
- 2011 – 100 Jahre Südpol-Entdeckung – Oslo 2011
- 2011 – 75 Jahre Fram-Museum Oslo – Norwegen 2011
- 2011 – 150 Jahre Fridtjof Nansen – Oslo 2011
- 2011 – Ceremony 150 Jahre Republik Italien – Rom 2011
- 2010 – UNO – UNHCR Nansen Award – Genf 2010
- 2010 – Staatsempfang Norwegen–Schweiz – Oslo 2010
- 2010 – 125 Jahre Coca-Cola – Zürich und Atlanta USA 2010
- 2010 – 60 Jahre diplomatische Freundschaft China–Schweiz – Shanghai 2010
- 2008 – 100 Years National Cathedral – Washington USA 2008
- 2008 – Botschafter Stadt Zürich für die UEFA-Fussball-EURO 2008
- 2008 – Event Kunstfreunde Kunsthaus Zürich im Kunsthaus – 2008
- 2007 – Emirate, 1. Middle East Film Festival – Abu Dhabi 2007
- 2008 – Stadt Venedig für Karneval und Redentore – 2006–2008

## Kritik
Seine Beleuchtungsaktion am Matterhorn wurde 2020 von dem Schweizer Verband Dark Sky Switzerland als Lichtverschmutzung kritisiert. Die Geschäftsleiterin der Alpenschutzorganisation Mountain Wilderness bezeichnete es als ein «Beispiel von unangebrachtem Destinations-Marketing».

## Auszeichnungen (Auswahl)
- Diverse europäische Awards 2015 für bester Event, bestes PR-Bild, bestes Kommunikationsprojekt für Projekt «attentiveness» für SWISS.
- Nominiert bei den SwissAwards 12. Januar 2013 als Schweizer des Jahres 2012 sowie in der Kategorie «Show» als Schweizer des Jahres.
- Diverse Nominationen wie PR-Bild des Jahres für Bayer mit der Beleuchtung der Jungfrau Nordwand 2012.
- Sieger Marketingpreis der Schweiz 2011, Kategorie Publikum, mit dem Projekt «Klimaschutz inbegriffen» für EgoKiefer